# Dysiodes
Dysiodes is een geslacht van kevers uit de familie bladkevers (Chrysomelidae).
De wetenschappelijke naam van het geslacht werd in 1908 gepubliceerd door Julius Weise.

## Soorten
- Dysiodes beauforti Weise, 1908